# Rhodnius
Rhodnius – rodzaj owadów z podrzędu pluskwiaków różnoskrzydłych należący do rodziny zajadkowatych.
Należą tutaj następujące gatunki:
- Rhodnius brethes[1]
- Rhodnius ecuadoriensis[1]
- Rhodnius pallescens[1]
- Rhodnius pictipes[1]
- Rhodnius prolixus[1]
- Rhodnius robustus[1]